# Sobretom

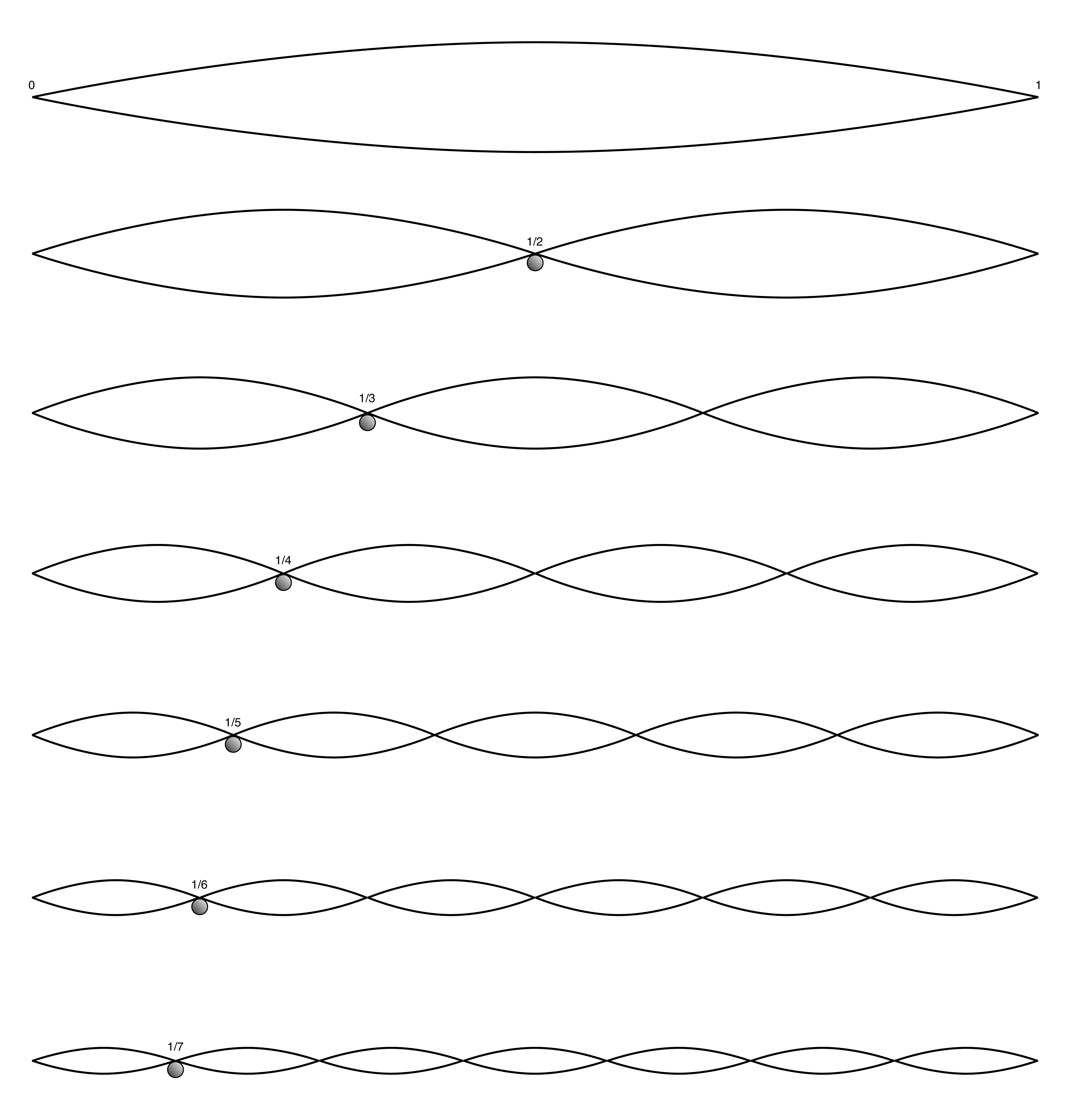
Sobretons, Série harmônica (música)

Um sobretom (overtone) é um componente senoidal (sinusoidal) de uma forma de onda com frequência maior do que sua frequência fundamental.
O termo é mais utilizado em música do que em física ondulatória (ver onda estacionária).

## Explanação
A maioria dos osciladores, de uma corda de violão a um sino ou, até mesmo, o átomo de hidrogênio ou uma estrela variável  periódica vibram naturalmente segundo uma série de frequências distintas conhecidas como frequência fundamental enquanto que as frequências maiores são os sobretons. Quando tais osciladores são excitados, como, por exemplo, fazendo vibrar uma corda de violão, normalmente, eles oscilarão em diversas frequências ao mesmo tempo.  Em música isto produz a sensação de se escutar outras frequências (sobretons) acima da menor frequência (a fundamental). A combinação de todos os sobretons específicos de um instrumento é o que determina o seu timbre.
O timbre é o que dá  a um ouvinte a habilidade de distinguir diferentes instrumentos de uma banda ou orquestra, que tocam a mesma nota, no mesmo volume. 
Um oscilador não-linear, não autônomo, como a voz humana, um instrumento de sopro ou uma corda friccionada de um violino, oscilam de maneira não periódica, não senoidal. Este fenômeno cria no ouvinte a impressão do som de múltiplas frequências do fundamental, conhecidas como harmônicos. Para a maioria dos instrumentos de corda e outros instrumentos compridos e finos como o trombone e o fagote, os poucos primeiros sobretons são também múltiplos inteiros da frequência fundamental, gerando uma série harmônica perfeita. Portanto, em música, os sobretons são frequentemente referidos como harmônicos. Dependendo do modo como a corda é vibrada ou friccionada, diferentes sobretons são enfatizados.
Entretanto, em alguns instrumentos, alguns sobretons podem não ser resultantes da multiplicação  de um inteiro pela frequência fundamental, causando portanto uma pequena dissonância. Instrumentos de alta qualidade são frequentemente construídos de tal modo que suas notas individuais não criam sobretons desarmoniosos.
A intensidade de cada sobretom raramente é constante durante a duração do som. Ao longo do tempo, sobretons diferentes podem decair em diferentes taxas fazendo com que a intensidade relativa de cada sobretom aumente ou diminua independente do volume do som e um ouvido cuidadosamente treinado pode escutar tais alterações mesmo numa única nota. Esta é a razão porque o timbre de uma nota pode ser percebido diferentemente quando é tocada como um staccato ou como um legato, abafada ou prolongada.

## Uso musical do termo
Um 'sobretom' é um parcial (uma onda parcial ou uma frequência constituinte) que pode ser tanto harmônico como inarmônico.
Um harmônico é um múltiplo inteiro da frequência fundamental. Um sobretom inarmônico é um múltiplo não inteiro da frequência fundamental.
Um exemplo de sobretons harmônicos: (harmonia absoluta)
| f  | 440 Hz  | tom fundamental   | primeiro harmônico |
| 2f | 880 Hz  | primeiro sobretom | segundo harmônico  |
| 3f | 1320 Hz | segundo sobretom  | terceiro harmônico |
| 4f | 1760 Hz | terceiro sobretom | quarto harmônico   |

Nem todos os sobretons são necessariamente harmônicos isto é, múltiplos exatos da frequência fundamental. Alguns instrumentos musicais produzem sobretons que são ligeiramente mais sustenidos ou bemolizados do que os harmônicos verdadeiros. A sustenização, ou bemolização, dos sobretons é um dos elementos que contribuem para seus sons ímpares e também tem como efeito tornar não periódicas suas formas de onda.
Alguns instrumentos como o diapasão ou as flautas produzem um som claro, quase perfeito, porque seus sobretons estão numa bastante próximos da harmonia absoluta com a frequência básica.

## Tipo de música
Na música tipo barbershop (uma forma de canto a cappella), a palavra sobretom é usada frequentemente de maneira diferente, embora relacionada. Se refere a um efeito psicoacústico no qual o ouvinte escuta a uma altura que é maior e diferente das quatro alturas cantadas pelo quarteto. Esta não é uma definição padrão de sobretom. O sobretom do barbershop é criado pelas interações dos sobretons da nota de cada cantor e pelas frequências somadas ou diminuídas, criadas pelas interações não lineares no interior dos ouvidos. Efeitos semelhantes podem ser percebidos em outras musicas polifônicas cantadas a cappella, tais como a música da República da Geórgia.

### Instrumentos de corda
Os instrumentos de corda podem produzir tonalidades multiacústicas quando as cordas são divididas em duas partes. A técnica mais conhecida é a de tocar tons de flajolé no violão (uma técnica de reproduzir em instrumentos de corda os tons do flajolé). Outros exemplos de técnicas multiacústicas não convencionais são o piano preparado, o violão preparado e violão de três cavaletes. O liuteria Yuri Landman criou uma cítara de 12 cordas chamada de Moodswinger.

### Canto em sobretom
Canto em sobretom, também chamado de canto harmônico, é quando o cantor/cantora aumenta voluntariamente dois sobretons em relação ao tom fundamental que ele/ela está cantando. O canto em sobretom é uma forma tradicional de canto em muitas partes do Himalaia. Os tibetanos, mongóis e tuvanos são conhecidos por seu canto em sobretom (mais informação no verbete sobre , em inglês).